# SG-1000
SG-1000は、セガ・エンタープライゼスが開発した家庭用ゲーム機。日本では1983年7月15日にセガが販売し、海外ではOEM販売された。
日本国内では販売時期に相応して3種類のバージョンが存在しており、本項では便宜上それらを初期・中期・後期と呼ぶ。画像は後期モデルのものである。

## ハードウェア
同社のゲームパソコンであるSC-3000をベースとして、よりゲームに特化し、シンプルな回路で構成される。SG-1000のSGは「Sega Game」の略である。
初期から中期に移行した辺りのタイミングで、SG-1000の基板設計が変更され、CPUやVDP、SN76489の位置が異なっている。VDPに色差信号対応のTMS9928を採用し、高画質化製品を視野に入れた変更がなされ、それに対応した信号出力ターミナルの追加とシルク印刷、CPUの上をオーディオ信号を含む7本のジャンパー線を走らせている。なお外観上、2P側のコントローラー端子がボディーから出っ張っているのが初期、面位置になっているのが設計変更された基板の特徴である。
カートリッジコネクタの固定方法が基板にハンダ付けされているのみの方法を取っている上、基板そのものがビス4本によって間接的にボディーを介して固定されているため、ソフトの抜き差しに対するスロット周辺の強度が不足し結果的にハンダ剥離、パターン破壊を引き起こしソフトを認識しなくなるトラブルが多発した。セガは基板と本体ボディーが接する部分にボール紙によるパッキンを当てて強度を増そうとしていたが、根本的な解決にはなっていなかった。
SG-1000の1プレイヤー側ジョイスティックは本体直結となっており、コントローラーを交換する事はできない。2プレイヤー側はコネクタ式のため差し替え可能である。ただし、本体を開けて1プレイヤー側ジョイスティックを取り外し、別売されていたエクステンションケーブルキット（JC-100）を取り付ける事により、1プレイヤー側もコネクタ仕様となり着脱可能となる。エクステンションケーブルキットは基本的には店頭販売されておらず、セガのサービスセンターでJC-100の取り付けサービスと、取り外したジョイスティックコントローラSJ-200の着脱対応化改造を行っていた。
コントローラ形状は縦長の箱状で、両側面にボタンが1つずつある8方向レバーのジョイスティックである。これはAtari 2800やスーパーカセットビジョンなどと同様である。これらに比べてSG-1000のものは小学生の手にフィットする細長い形状になっている。なお、コントローラー端子に5Vが供給されていないので、後に発売されたラピッドファイヤーユニットやアスキースティックαはこの機種には利用できない。アーケードを意識したスティックの付いたコントローラーの操作性には難があった。

### 仕様
- CPU V1基板 NEC μPD780C / V2基板  SHARP LH0080A（いずれもZ80A互換チップ）
  - NTSC版（3.579545 MHz）PAL版（3.546893 MHz）
- VDP TMS9918A
- RAM 1KiB
- VRAM 16KiB
  - 画面解像度 256 × 192ドット
  - 同時表示色数 : 15色 + 1色、横8ドット中2色まで
  - スプライト : 8 × 8ドットもしくは 16 × 16ドット、32枚、横方向の同時表示可能数は4枚、単色
  - ハードウェアスクロール機能なし
- サウンド機能：SN76489（PSGと機能はほぼ等価。ハードウェアによるエンベロープが無い反面、ノイズの出力をトーン出力と独立して制御可能になっている）
- ジョイスティック1個（1P側） 本体に固定
- ジョイスティック接続端子 1個（2P側）
- ポーズボタン 本体に設置、ゲーム一時停止 / 再開用
- ROMカートリッジスロット1個
- 拡張用スロット1個 外付けキーボードSK-1100等の接続に使用
- RF出力

## 本体
単色のみのスプライト機能あり。価格は15,000円。当初は「SG-2000」という名称で1983年7月下旬に定価19,800円で発売予定だったが、任天堂のファミリーコンピュータ（以下、ファミコン）の発表を受け、価格をファミコンに合わせて「SG-1000」として発売した。
初期
黄色をベースにパステル調の明るい色を採用したボックスで、コストダウンのためにボール紙とエアパッキンのみで構成、梱包されている。この後の中期と共に印刷されているSG-1000本体のラベルの色や、その接続方式などが同梱されている本体と違っているのが大きな特徴であり、パッケージ画像は黒ラベルに赤いSG-1000のロゴだが同梱されていたのは後期と同じ青ラベルの本体である。また対応ソフトにも実際のものと違う名称や画像が使用されていた。
テレビへの接続方式は、パッケージ画像ではAV入力端子に接続されているが、実際はRF信号での接続のみである。
中期
後期と共にシルバーを基調としたパッケージ画像のバージョンで、周辺機器として発売されたキーボード『SK-1100』のパッケージと統一されたデザインになっている。本体を収める部分に発泡スチロールが採用されている。初期とは逆に青ラベルの本体を採用したパッケージ画像だが黒ラベルの本体が同梱されていた。ゲーム画像はSG-1000実機のものが多く使われているが、『シンドバッドミステリー』だけは業務用のままである。タイトル表記も初期箱同様、実際のタイトルと異なっている部分がある。
後期
この時期頃よりパッケージ画像が実際の製品と同じになった。大まかな構成は中期箱と一緒だが中期箱と比べSG-1000のロゴが本体のラベルのロゴと同じフォントに統一されている。また掲載されているゲーム画像がいくつか変更され、実際販売されているタイトル名が使われている。ただし、シンドバッドミステリーの画像だけは業務用のままだった。

### バリエーション
ツクダオリジナルとパイオニアが、以下の互換ハードを発売した。
| 発売年     | 型番    | 商品名                       | メーカー名       | 価格     | 備考 |
| ---------- | ------- | ---------------------------- | ---------------- | -------- | --- |
| 1983年末   | FG-1000 | オセロマルチビジョン         | ツクダオリジナル | 19,800円 | オセロゲーム内蔵。本体にジョイスティックを装備。 SC-3000/SG-1000用ソフトと互換性を持ち、RAMは2KiBを搭載。SK-1100接続不可。                              |
| 1984年7月  | FG-2000 | オセロマルチビジョン FG-2000 | ツクダオリジナル | 19,800円 | FG-1000から外装などが変更されたもので、オセロゲーム内蔵。 本体のジョイスティックがジョイパッドに変更され、2P用外付けジョイパッドも同梱。SK-1100接続可。 |
| 1983年末頃 | SD-G5   | TV VIDEO GAME PACK SD-G5     | パイオニア       | 19,800円 | パイオニアのシステムコンポーネントテレビ「SEED」用オプション 1人プレイ専用。SK-1100接続不可。カードキャッチャの使用は可能。RGB映像出力方式              |

これらは1983年末に発売されたMSXに対抗するために提携したもので、生産販売は提携先メーカーだが開発はセガとの共同開発である。いずれも、SK-1100等が必要な物を除き、セガ発売のSG-1000/SC-3000シリーズ用ソフトが使用可能。
クローン機では台湾のBit Corporation社よりSG-1000とコレコビジョンの両方のソフトが遊べる「DINA 2-in-1」なども発売された。
また、「パソコン学習机」というアーケード筐体が存在した。名前の通り机にモニターが据え付けられたようなデザインで、机部分にSC-3000と同じキーボードとアーケード型ジョイスティックが搭載されており、正面のモニタ横にソフトの切り替えボタンが縦に10個並んでいた。コインを投入すると一定時間（標準設定で10分/100円）、内蔵されているソフトを自由に切り替えてプレイできるというもの。セガ直営店のごく一部の店舗で見ることができた。基板はSG-1000と同等のもので、ソフトも市販のものと全く同じものを使用していた。
これとは別に、SG-1000と同スペックの一般筐体向け業務用基板も少数流通した。この基板ではソフトウェア用としてEPROMが使用されている。

## 周辺機器
別売の外付けキーボード SK-1100には、SC-3000から省略されたインターフェイスも搭載されており、機能的には同様のものが提供される。ハードウェアとしては入出力周りの実装と、メモリの実装量が異なるため、拡張しても等価になるわけではない。
| 型番    | 名称                               | 備考                                                                  |
| ------- | ---------------------------------- | --------------------------------------------------------------------- |
|         | ゲームカートリッジ For SC / SG     | カートリッジのみの販売はない。                                        |
| C-1000  | カードキャッチャ                   | マイカードを利用するために発売されたアダプタ。                        |
| SA-150  | ACアダプタ                         | 本体に付属。                                                          |
| SS-50   | RFスイッチボックス                 | 本体に付属。                                                          |
| SS-60   | RFスイッチボックス                 | マークIIIに付属。                                                     |
|         | RFケーブル                         | 本体に付属。                                                          |
|         | アンテナ整合器                     | 本体に付属。                                                          |
| SJ-150  | ジョイパッド                       | SG-1000IIに付属のコントローラ。                                       |
| SJ-151  | ジョイパッド                       | SG-1000IIに付属のコントローラ。ボタン部分がプラスチックになった。     |
| SJ-152  | ジョイパッド                       | マークIIIに付属のコントローラ。                                       |
| SJ-200  | ジョイスティック                   | SG-1000についてるのと同型のもの。                                     |
| SJ-300  | ジョイスティック                   |                                                                       |
| SH-400  | ハンドルコントローラ               | レースゲーム用コントローラ                                            |
| BH-400  | バイクハンドル                     | レースゲーム用コントローラ                                            |
| SK-1100 | セガ・キーボード                   | SG-1000/1000II用のキーボード。                                        |
| SP-400  | カラープロッタプリンタ             | セガ・キーボード(SK-1100)の端子につないで使用する。ACアダプタが必要。 |
| SR-1000 | カセットデータレコーダ             | セガ・キーボード(SK-1100)の端子につないで使用する。                   |
| SR-1001 | カセットデータレコーダ用ACアダプタ |                                                                       |
| JC100   | エクステンションケーブルキット     | 本体直付けのジョイスティックを取り外し、交換可能にするキット。        |

## ソフトウェア

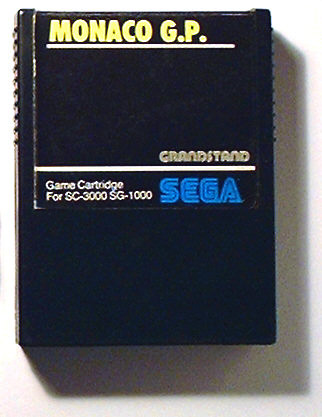
専用カートリッジ

ソフトウェアはカートリッジおよびマイカードと呼ばれる名刺型のものが存在する。
グラフィックやサウンドなどの性能は同世代のファミコンに劣るが、『サファリハンティング』や『フリッキー』といったセガがリリースした人気アーケードゲーム作品を自社移植できたことで本体の一定の普及に結び付いた。
その一方で、セガはファミコンに対抗すべく、他のアーケードゲームメーカーに声をかけてサードパーティー集めに必死になった。ツクダオリジナルからは「オセロマルチビジョン」用ソフトとして8タイトルが発売され、それらソフトはSG-1000/SC-3000シリーズでも使用可能であることから、セガハード初のサードパーティーとなる。しかしそれ以外のメーカーは他社ハードにソフトを供給しているなどの理由で断られたためなかなか集まらなかった。打開策として、ナムコ（後のバンダイナムコエンターテインメント）などの他のアーケードゲームメーカーに開発費などを供与した上で、他社が開発したタイトルをセガブランドとして発売したソフトも少なくなかった。パイオニアからは互換ハードのみの発売のみで、独自のソフトは発売されなかった。
後継機のセガ・マークIII発売後もソフトの供給は続き、1987年までソフトが供給された。

## 反響
1983年7月15日に発売。上位機であるSC-3000は、同時期のホビーパソコンであるM5やMSXなどとほぼ同等のスペックである。実際、本機のタイトルの大半はMSXに移植の上でポニー（PONYCAブランド）から販売されていた。SG-1000はそれらと同等のハードウェア性能を持ちながらもキーボードをオプションにしたことで、SC-3000の29,800円より低価格の19,800円に設定、最終的には同日発売のファミコンと同等の15,000円で発売した。また同月にはエポック社がカセットビジョンJr.を、トミーがぴゅう太Jr.を発売したことで、競合他社が集中した。
『月刊コロコロコミック』1983年10月号の比較記事によれば、SG-1000はアタリのAtari 2800を若干下回る3位という総合評価を受けている。同誌でファミコンがほぼオール5に近い評価で、旧世代機ながらも当時世界のコンシューマ市場で実績のあったアタリは全ての評価項目で4以上の評価だったのに対し、SG-1000は評価項目の「ゲームパターン」のみ3だった。
当時の日本のコンシューマゲームは電子ゲームから家庭用テレビゲームへの移行期であり、場面と共に内容も大きく変わることが電子ゲームには無い利点と考えられていた。しかし『N-サブ』に代表されるSG-1000の初期タイトルにはゲームを進めても内容に変わり映えの乏しいものが多く、それが評点に影響した。それでも「ソフト」項目ではタイトル数に勝るAtari 2800よりも高い評価を受けており、アーケードで長年の実績を有する事によるゲーム作りのセンスは同誌でも評価されていた。また1983年秋時点での同誌でのソフト個別の評価例としては、初期タイトルの1つ『スター・ジャッカー』が、ファミコンの『マリオブラザーズ』・『ポパイ』に次ぐ3位の評価だった。
発売当初はSC-3000と合わせて10万台程度の販売台数を見込んでいた。当時のセガの社員が自ら「セガのファミコン」と称して販売したこともあるというエピソードが語られるほどファミコンの影響は大きく、ファミコンの普及に牽引されることで日本国内だけでも初年度でセガの予想を大きく上回る16万台を販売した。
さらにオーストラリアではJohn Sands社、ニュージーランドではGrandstand Leisure Limited社によって販売されており、ニュージーランドでは専門誌まで刊行されていた。それ以外にも、イタリア・スペイン・南アフリカ共和国・台湾でのOEM販売も行われた。北米では販売されなかったが、前述の「ゲーム学習机」の様なアーケードゲームの形でSG-1000のゲームを遊ぶ事はできた。
これまでゲーム基板では数千枚程度から数万枚の製造販売である中、こうして損益分岐点である20万台を大きく上回る40万台を記録し、セガの想定以上のヒット製品となった事で、少なくともハード基板1つで10万台単位での製造販売が見込める事から、その後のセガ独自ハード路線を決定づけ、本機以降の『SG-1000II』『セガ・マークIII』『セガ・マスターシステム』などの家庭用ゲーム機を発売していった。